# Поляна (Думиничский район)
Поляна — деревня в составе сельского поселения «Село Маклаки» Думиничского района Калужской области России.
Деревня расположена в 26 км от райцентра, на речке Растворовке.

## История
В 1898 году во время раскопок недалеко от деревни Поляна было обнаружено несколько могильных курганов, предположительно — конца XIII века.
Поляна впервые упоминается в 1610 году как деревня Полянная Мещовского уезда, в жалованной грамоте польского короля Сигизмунда. В честь избрания своего сына Владислава русским царем он пожаловал вотчины своим сторонникам, в том числе Поляну — Безсону Семёновичу Путилову.
```
Сыну боярскому зъ Мещовска Безсону Семенову сыну Путилову на старое его помѣстье, въ Мещовскомъ уѣздѣ, въ Сухиницкомъ стану деревню Поляну, деревню Фурсову и деревню Роги съ починки и съ угодьемъ всякимъ и съ бортным уходомъ.
```

Возможно это был сын дьяка Семёна Путилы Михайловича Нечаева (Митрофанова), умершего около 1576 года. Какие-либо другие сведения о Безсоне Путилове в исторических источниках отсутствуют: вероятно, он умер вскоре после 1610 года, не оставив потомства.
С 1618 по 1634 год, когда к Польше отходил Серпейский уезд, Поляна находилась всего в нескольких км от российско-польской границы.
В 1622 году жеребей в деревне Поляны был дан Семену Дементьевичу Яковлеву в вотчину по жалованной грамоте царя Михаила Федоровича. Другая часть деревни пожалована ему же в поместье. С этого момента история Поляны на несколько веков неразрывно связана с историей села Маклаки.
В 1796 году в деревне, во владении князей Александра, Сергея и Петра Николаевичей Львовых, числится 540 душ крестьян обоего пола.
В 1859 году Поляна — деревня владельческая горного ведомства (С. И. Мальцова), 70 дворов, 323 души мужского пола и 332 — женского.
В книге «Волости и важнейшие селения Европейской России. Выпуск 1.» (1880 г.) сказано: Полянка — деревня бывшая владельческая при речке Перекатовке, дворов 124, жителей 687.
По переписи 1897 года — 657 жителей: 283 м.п. и 374 ж.п.
Начиная с 1920-х гг и до 1954 г. д. Поляна была центром сельсовета, в который входило несколько деревень.
В результате коллективизации 1930-х гг. в Поляне образовался колхоз «Крестьянин»
Во время войны Поляна была оккупирована фашистами с 5 октября 1941 по 5 марта 1942 (с перерывом в январе 1942)
В 1954 в результате объединения колхозов и их реорганизации образован совхоз «Маклаковский». В феврале 1968 их снова разъединили, образовался совхоз «Восход».
В настоящее время в Поляне существует фермерское хозяйство Савватеева А. В.(картофелеводство, пчеловодство, производство зерна). Часть окружающих полей обрабатывает маклаковский фермер В. С. Волчков.